# ألان بينيت
آلان بينيت (من مواليد 9 مايو 1934) هو ممثل ومؤلف وكاتب مسرحي وسيناريو إنجليزي. ولد في ليدز، والتحق بجامعة أكسفورد، حيث درس التاريخ، وعزف مع فرقة أكسفورد ريفو. امتهنَ مهنة التدريس والبحث في تاريخ العصور الوسطى في الجامعة لعدة سنوات. أدى تعاونه المثمر كاتبًا وممثلًا مع دودلي مور وجوناثان ميلر وبيتر كوك في المسرحية الساخرة «ما وراء الهامش» إلى شهرة كبيرة، إذ نال إعجاب الجمهور فورَ ظهورهِ في مهرجان إدنبرة لعام 1960. انتقل من مهنة التدريس إلى الكتابة بصورة جدية، مُكرسًا كل وقته لها، إذ أنهى كتابة مسرحيته الأولى، وهي «أربعون عامًا»، وأنتِجت في عام 1968.

## المسيرة المهنيّة

### البداية
ولد بينيت في أرملي في ليدز، وهو الابن الأصغر للقصاب الطيب والتر، وزوجته ليليان ماري (ني بيل)، التحق بكنيسة المسيح أبر أرملي، مدرسة الكنيسة الإنجليزية (في نفس فصل باربرا تايلور برادفورد)، ثم مدرسة ليدز الحديثة (الآن مدرسة لاينزوود).
تعلم اللغة الروسية في مدرسة الخدمات المشتركة للغويين في أثناء خدمته الوطنية قبل التقدم بطلب للحصول على منحة دراسية في جامعة أكسفورد. قُبلَ في كلية إكستر أكسفورد، وتخرج منها بدرجة امتياز في التاريخ. في أثناء وجوده في أكسفورد -وأخيراً- مثّل دورًا كوميديًا مع عدد من الممثلين الناجحين في أكسفورد ريفو. بقي في الجامعة لعدة سنوات، حيث عمل محاضرًا مبتدئاً لتاريخ القرون الوسطى في كلية مجدلين، شَعرَ بينت بأنه غير مناسب لهذه المهنة فقرر اعتزالها في عام 1960.

### الشهرة
في بداية المسيرة للفنان بينت، دخل قلوب الناس دونَ استئذان بعد ظهورهِ الأول! إلى جانب (دودلي-مور، وجوناثان-ميلر، وبيتر-كوك) في مهرجان أدنبرة في مسرحية ساخرة (ما وراء الهامش) في أغسطس 1960، مع استمرار العرض في لندن ونيويورك، كما ظهر في عرف والدي لويد جورج. إما مسلسله الكوميدي التلفزيوني (على الهامش) (1966) فقد مُحيَ فجأة! لحسن الحظ أعادت بي بي سي استخدام شريط فيديو باهظ الثمن بدلًا من الاحتفاظ به في الأرشيف، وعثرت فيه على نسخ صوتية من السلسلة بأكملها وأصدر الإعلان في عام 2014. كتبَ بينيت مسرحيه الأولى (بعد أربعين عامًا) في عام 1968، من إخراج باتريك جارلاند. وتبع ذلك العديد من المسرحيات التلفزيونية والمسرحية والإذاعية، مع سيناريوهات وقصص قصيرة وروايات ومجموعة كبيرة من النثر غير الخيالي والبث، فقد كان متعدد المواهب.
تميز آلان بكتاباته البسيطة؛ لم يكتب بتكلف أبدًا، على الرغم من تاريخه الطويل مع كل من المسرح الوطني وبي بي سي، قائلًا: «أنا لستُ كاتبًا مأجورًا، أنا أعمل وفقًا لمبادئ محددة». إذا كان هذا لا يعجب الناس، فإنه أمرٌ سيءٌ جدًا.
من أعماله العديدة للتلفزيون مسرحيته الأولى (يوم في الخارج) عام 1972، و«نزهة صغيرة» في عام 1977، و«عناية مركزة» في 1982، و«إنكليزي في الخارج» في 1983،«سؤال الإسناد» في عام 1991. ومن أشهر أعماله على الشاشة سلسلة «حديث الرؤساء» لعام 1988 للمونولوجات التليفزيونية، التي عُرضت لاحقًا في مسرح الكوميديا في لندن عام 1992، وبعد حقبة من الزمن أصدر مجموعة ثانية من «حديث الرؤساء» مؤلفة من ستة إصدارات.
وفي مجموعته النثرية كتبَ بينيت لعام 2005 قصصًا غير مروية عن المرض العقلي، الذي عانت منه والدته وأفراد عائلته، وقصة السيدة في الشاحنة مستوحاة من تجاربه مع امرأة غريبة الأطوار تدعى الآنسة شيبرد، التي عاشت في ممر بينيت للشاحنات القديمة لأكثر من خمسة عشر عامًا. نُشر مقالًا أول مرة في عام 1989 في لندن ريفيو أوف بوكس، وكتابًا في عام 1990، ومن ثم مسرحية في عام 1999، بطولة ماجي سميث وإخراج نيكولاس هيتنر، وتتضمن المسرحية شخصيتين باسم آلان بينيت. وبُث مسرحيةً إذاعية على راديو بي بي سي 4 في 21 فبراير 2009، وقد أعادت ماجي سميث دورها ولعب آلان بينيت نفسه. وكتب القصة مرة أخرى بصورة فيلم عام 2015، وأعادت ماجي سميث دورها للمرة الثالثة، وأخرج نيكولاس هيتنر مرة أخرى. في الفيلم يلعب أليكس جينينغز نسختين من بينيت، على الرغم من ظهور آلان بينيت في حجاب في نهاية الفيلم.
عدّل بينيت مسرحيته (جنون جورج الثالث) عام 1991 إلى «جنون الملك جورج» (1994). حصل الفيلم على أربعة ترشيحات لجوائز الأوسكار، لاحتراف بينيت وأداء نايجل هوثورن وهيلين ميرين، وفاز بجائزة أفضل إخراج فني. حازَ فيلم بينيت تاريخ الأولاد على إطراء كبير من النقاد، وفازَ بثلاث جوائز لورانس اوليفر في عام 2005 لأفضل مسرحية جديدة، وأفضل ممثل (ريتشارد جريفيثس)، وأفضل مخرج (نيكولاس هيتنر)، بعد أن فازت سابقًا بجوائز مسرح دائرة النقاد ومسرح إيفيننج ستاندرد لأفضل ممثل وأفضل مسرحية. حصل بينيت أيضًا على جائزة لورانس أوليفر للمساهمة المتميزة في المسرح البريطاني. وفاز أيضًا «تاريخ الأولاد» بستة جوائز توني في برودواي، متضمنةً أفضل مسرحية، وأفضل أداء لممثل رائد في مسرحية (ريتشارد غريفيث)، وأفضل أداء لممثلة المميزة في مسرحية (فرانسيس دي لا تور)، وأفضل إخراج مسرحية (نيكولاس هيتنر). وإصدار نسخة من فيلم «تاريخ الأولاد» في المملكة المتحدة في أكتوبر 2006.
وبعدها كتبَ بينيت مسرحية الاستمتاع في عام 1980، استغرقَ العمل بها سبعة أسابيع في مسرح فودفيل، على الرغم من الأسماء الكبيرة، كلجوان بلاورايت وكولين بلاكلي وسوزان ليتلر وفيليب ساير وليز سميث (التي حلت محل جوان هيكسون خلال التدريبات). وفي دوره الأول في نهاية الغرب، مارك سيندن، كان من إخراج رونالد اير. لفتَ إنتاج جديد من الاستمتاع انتباه الكثير من المتابعين خلال جولته في المملكة المتحدة لعام 2008، وانتقل إلى ويست إند أوف لندن في يناير 2009، حصدَ عرض ويست إيند على أكثر من مليون جنيه إسترليني من مبيعات التذاكر المسبقة، وقد تمددت الفترة لتلبية الطلب. قام ببطولة الإنتاج أليسون ستيدمان وديفيد تروتون وريتشارد جلايفز وكارول ماكريدي وجوزي ووكر.
وفي المسرح الوطني في أواخر عام 2009، أخرج نيكولاس هيتنر مسرحية بينيت (عادة الفن) حول العلاقة بين الشاعر دبليو إتش أودن والملحن بنيامين بريتن. افتتحَ بينيت مسرحية «الناس» على المسرح الوطني في أكتوبر 2012، وفي ديسمبر من العام ذاته عُرضت «لعبة أعواد تزيين»، وهي سيرة ذاتية لـبينيت، لأول مرة في المسرح الوطني جزءً من عمل مشترك مع مونولوج ترنيمة. أُنتجت من قبل نيكولاس هيتنر، بعقد تعاون طويل الأمد مع بينيت، فقد استقبله استقبالًا حارًا، وذهبا معًا إلى مسرح الدوقة في ويست إند في لندن، ومن ثم بُث للإذاعة بوساطة راديو بي بي سي 4. وفي يوليو من عام 2018، افتُتحت «اللوجة!»، التي لاقت استحسان ورضى النقاد، وهي دراما كوميدية كتبها بينيت حول مستشفى للخدمات الصحية الوطنية مهددة بالإغلاق، في مسرح بريدج في لندن.

## قائمة أعماله
«جنون جورج 3» وتحويله إلى فيلم، ومسلسل المونولوجات «حديث الرؤساء»، ومسرحية «تاريخ الأولاد» والفيلم اللاحق لها، والكتب الصوتية متضمنةً قراءاته لمغامرات أليس في بلاد العجائب وويني ذا بوه.

## جوائز وترشيحات
حصل على جوائز منها:
- ميدالية بودلي [الإنجليزية]‏ (2008)[12]
- جائزة لورنس أوليفيه.

ترشح لـ:
- جائزة الأوسكار لأفضل كتابة "سيناريو مقتبس"، عن عمل: جنون الملك جورج.

## وصلات خارجية
- ألان بينيت على موقع IMDb (الإنجليزية)
- ألان بينيت على موقع الموسوعة البريطانية (الإنجليزية)
- ألان بينيت على موقع مونزينجر (الألمانية)
- ألان بينيت على موقع ألو سيني (الفرنسية)
- ألان بينيت على موقع ميوزك برينز (الإنجليزية)
- ألان بينيت على موقع تيرنر كلاسيك موفيز (الإنجليزية)
- ألان بينيت على موقع أول موفي (الإنجليزية)
- ألان بينيت على موقع قاعدة بيانات برودواي على الإنترنت (الإنجليزية)
- ألان بينيت على موقع قاعدة بيانات الأفلام السويدية (السويدية)
- ألان بينيت على موقع إن إن دي بي (الإنجليزية)